# STS-36
STS-36 est la sixième mission de la Navette spatiale Atlantis. Elle a assuré une mission pour le département de la Défense des États-Unis.

## Équipage
- Commandant : John O. Creighton (2)  États-Unis
- Pilote : John H. Casper (1)  États-Unis
- Spécialiste de mission 1 : Richard M. Mullane (3)  États-Unis
- Spécialiste de mission 2 : David C. Hilmers (3)  États-Unis
- Spécialiste de mission 3 : Pierre J. Thuot (1)  États-Unis

Le chiffre entre parenthèses indique le nombre de vols spatiaux effectués par l'astronaute au moment de la mission.

## Paramètres de la mission
Plusieurs des paramètres sont tenus secrets du fait de la nature de la mission.
- Périgée : 198 km
- Apogée : 204 km
- Inclinaison : 62°
- Période :  88,5 min

## Déroulement du vol
Le lancement, prévu le 25 février 1990 fut reporté à cause d'un incident survenu sur un des ordinateurs chargé de la sécurité du pas de tir. Les mauvaises conditions météo décalèrent ensuite le lancement jusqu'au 28 février. Rien de particulier à signaler pour cette mission sinon le déploiement correct de la charge utile du DoD (département de la Défense des États-Unis), le satellite de reconnaissance optique furtif KeyHole 11. Au retour, l'orbiteur se posa à Edwards AFB.